# 信夫淳平
信夫 淳平（しのぶ じゅんぺい、明治4年9月1日（1871年10月14日） - 昭和37年（1962年）11月1日）は、日本の外交官・法学者。専門は国際法。学位は、法学博士（東京帝国大学・論文博士・1925年）。早稲田大学教授、学士院会員、中華民国顧問等を歴任。1943年学士院恩賜賞受賞、従三位勲一等瑞宝章。

## 経歴

### 生い立ち
1871年、鳥取県生まれ。父・恕軒には男の子が3人あり、それぞれ寛一郎、淳平、敬造といった。5歳か6歳のときに生母・いとが恕軒と離別した。そのためどういう母親だったかの記憶はない。

### 学生時代
旧制鳥取県中学校（現・鳥取県立鳥取西高等学校）、開成中学校を経て、1894年東京高等商業学校（現・一橋大学）卒業。
淳平は自分の経歴を書いたメモを遺している。メモではこうなっている。「幼時小学校を卒へたるのみで、中学校を知らず、大学にも入らず、私塾にて漢学を専攻し、次で共立中学及同人社にて英語を学び、後に英吉利法律学校、東京専門学校及高等商業学校にて法律学、経済学、商業学等を聴講したる外、主に独学にて修業…」。

### 商業学校教諭
北海道庁属を経て、1894年市立新潟商業学校（新潟県立新潟商業高等学校の前身）校長、1896年市立久留米簡易商業学校（久留米市立久留米商業高等学校の前身）校長。

### 外交官として
1897年外交官及領事官試験に合格。領事官補として京城に赴任する。その後二十年間は海外の外交官暮しが続き、メキシコ公使館書記官、満州占領地行政事務官、統監府下の仁川理事庁理事官、オーストリー大使館書記官、オランダ公使館書記官、カルカッタ総領事を歴任。
日露戦争時に大日本帝国陸軍遼東守備軍司令部付・満州占領地行政事務官を務め、法律顧問の有賀長雄との知遇を得る。

### 国際法学者として
1917年46歳で外交官を退き早稲田大学講師になった。早稲田大では外交史、国際法、国際政治学を教え、新愛知（現中日新聞・東京新聞）主筆も務めた。
1925年に東京帝国大学から法学博士の学位を取得、1932年2月に帝国海軍第三艦隊司令部国際法顧問として旗艦出雲に乗り組み第一次上海事変に従軍。1943年には四巻五千ページの大著『戦時国際法講義』で学士院恩賜賞をうけた。1944年帝国学士院会員。
戦争中に定年で早稲田大講師を辞めたが、戦後早稲田大学に新制大学院ができたとき教授に迎えられ、1951年から1956年まで早稲田大教授を務めた。80歳をこえる高齢でふたたび外交史と国際政治学の講座をうけもった。

### 晩年
1962年91歳で死去した。

## 人物像
淳平は、大正末から昭和初年にかけて新愛知新聞の主筆や万朝報の社長をつとめ、論説を書いている。
宗教は禅宗。趣味は乗馬、銃猟。

## 栄典
- 1909年（明治42年）4月18日 - 皇太子渡韓記念章[15]
- 1912年（大正元年）12月18日 - 勲四等瑞宝章[16]

## 家族・親族

### 信夫家

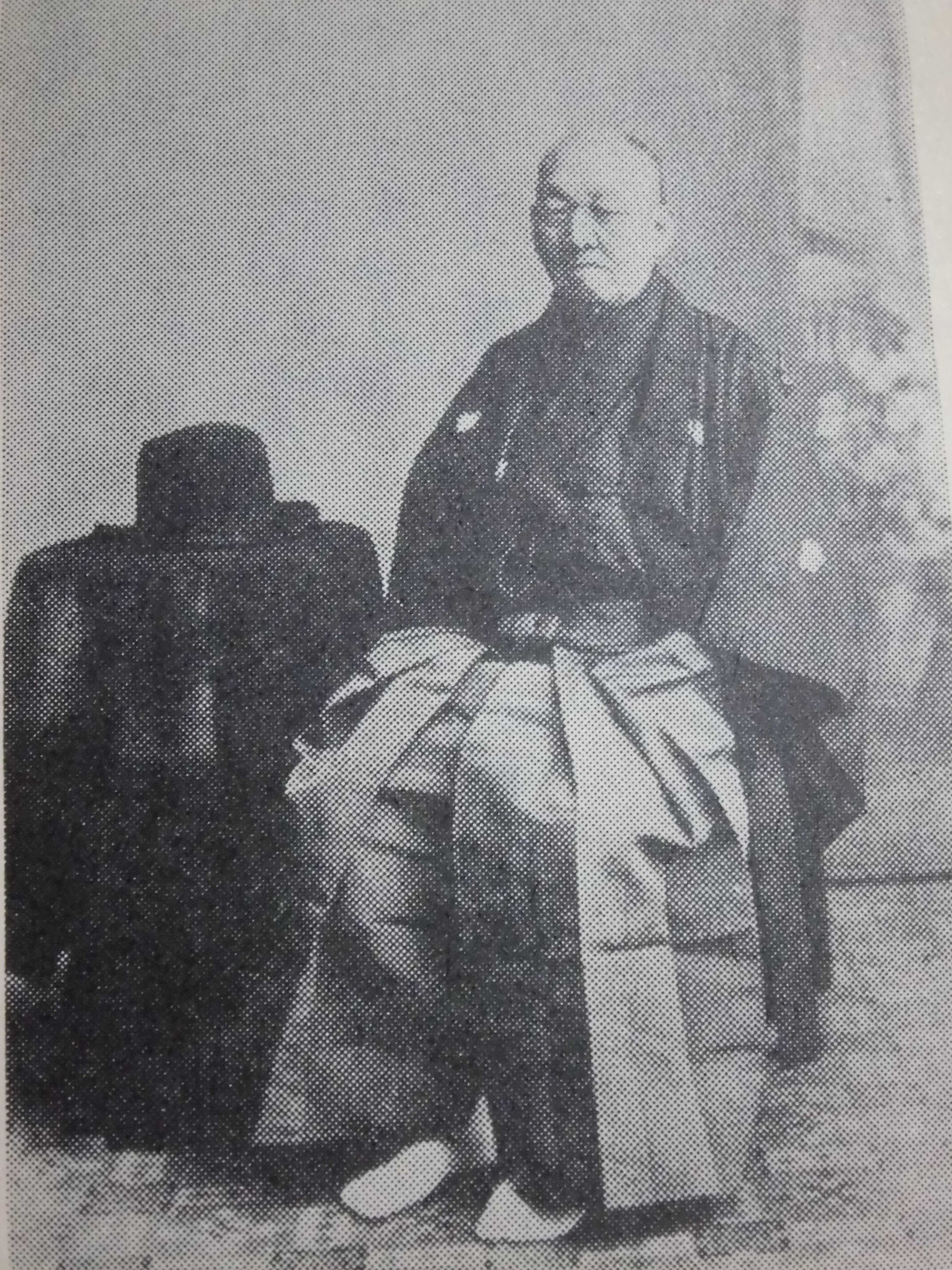
父・信夫恕軒

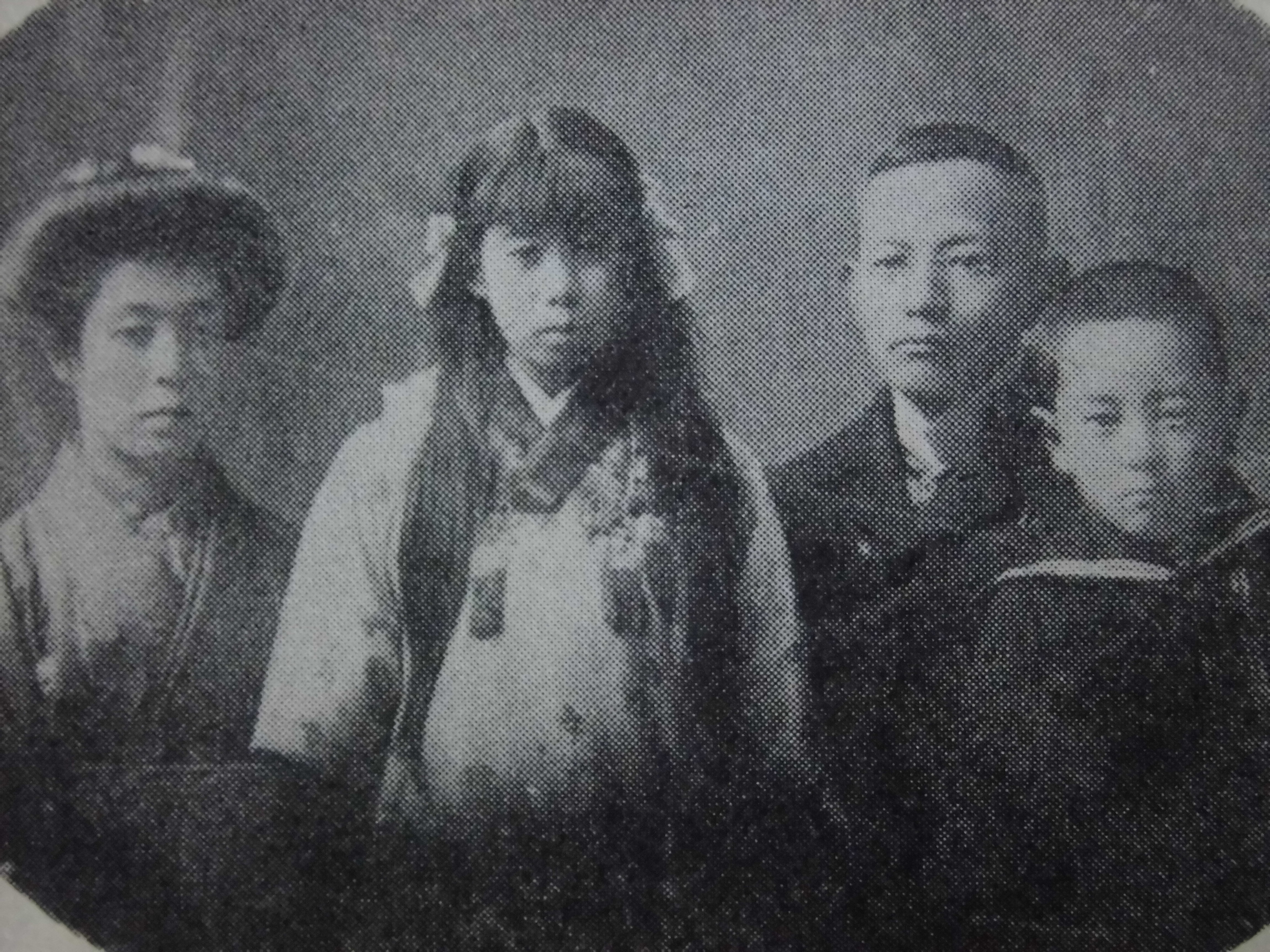
左から貞、操、淳平、韓一郎
（信夫家の人々）

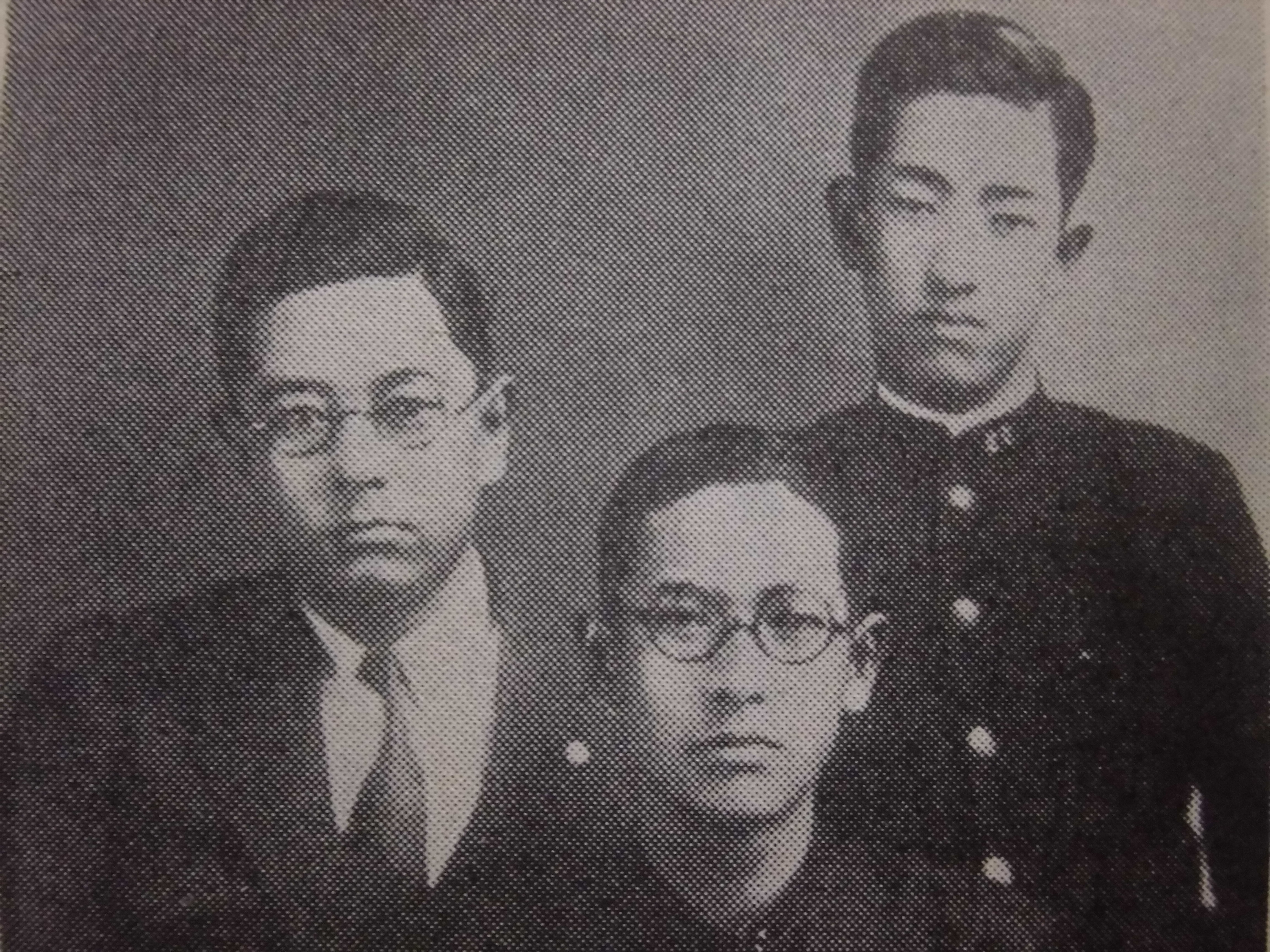
左から韓一郎、満二郎、墺四郎
（信夫家の人々、昭和7年）

- 父・恕軒[3]（漢学者）
- 母・いと[3]
- 兄・寛一郎[3]
- 弟・敬造[3]（田端や門司の駅長を勤めた[3]）
- 先妻・貞

明治29年（1896年）、淳平は24歳で荻原貞と結婚した。貞は山形県鶴岡の出身で、幼いころ信夫恕軒の本所の漢学塾に通っていた。貞を恕軒が気に入って淳平の嫁にしたのかもしれない。
貞との夫婦仲はよくなかった。三男・清三郎によると「子どものころの記憶ではあるが、家のなかが非常に冷たかった。夕ごはんの時などに、どの家庭でもあるような、夫婦がむつまじくくつろいで、といった情景を一度も見なかった。反対に、よく覚えているのは、父・淳平が癇癪をおこして母の針箱をたたきつけて毀したりしたことである。」という。
- 後妻・静子（東京、土岐裕二女[18]）

明治17年（1884年）8月生 - 没
先妻・貞の死が大正8年（1919年）10月で、翌9年2月に淳平は土岐静子を後妻に迎えた。悲劇はその3年後にはじまった。男の子4人が次々に家出をし、そのうち2人が自殺した。2人の自殺原因の根底には、父・淳平との対立があった、と清三郎は思っている。自殺寸前に満二郎から来たハガキに、父の横暴さを責めて「家父長的」という言葉が使ってあったのを清三郎は読んでいる。
- 長女・操[10]（夭折[10]）
- 長男・韓一郎

明治33年（1900年）7月生 - 昭和51年（1976年）8月没
- 同妻・千枝子（東京、石川長恒長女）

- 二男・満二郎

明治40年（1907年）9月生 - 昭和10年（1935年）10月、自殺。満二郎は、病身であったうえに共産党の地下活動にかかわって特高警察に追われていた。茅ヶ崎の空き家で睡眠薬を飲んで死んでいるのが見つかった。
- 三男・清三郎

明治42年（1909年）4月生 - 平成4年（1992年）10月没
- 四男・墺四郎

明治43年（1910年）8月生 - 昭和7年（1932年）11月、自殺。墺四郎は、熊本の下宿で苛性ソーダを飲んで死んでいた。
- 養女・歌子（後妻・静子の姪にあたる[21]）

## 著書
- 『韓半島』信夫淳平、1901年9月。NDLJP:766854。
- W.A.ショー 著、信夫淳平 訳『欧洲貨幣史』東京専門学校出版部〈経済学叢書〉、1902年7月。NDLJP:800274。
- 信夫恕軒『恕軒遺稿』 巻上、信夫淳平編・刊、1918年2月。NDLJP:926695。
- 信夫恕軒『恕軒遺稿』 巻下、信夫淳平編・刊、1918年2月。NDLJP:926696。
- 『外政新論』大鐙閣、1918年4月。NDLJP:956784。
- 『印度の現勢』大鐙閣、1918年5月。NDLJP:953176 NDLJP:1878534。
- 『東欧の夢』外交時報社出版部、1919年12月。NDLJP:960702。
  - 『東欧の夢』（再版）外交時報社出版部、1920年1月。NDLJP:1150989。
- 『国際聯盟講評』外交時報社、1920年1月。NDLJP:955705。
- 『巴爾幹外交史論』大鐙閣、1921年2月。NDLJP:960776。
- 『恕軒遺稿 義士の真相』大阪屋号書店、1921年11月。NDLJP:964353。
- 『国際政治の進化及現勢』日本評論社〈国際政治論叢 第1巻〉、1925年7月。NDLJP:970665。
- 『国際政治の綱紀及連鎖』日本評論社〈国際政治論叢 第2巻〉、1925年9月。NDLJP:970666 NDLJP:1878623。
- 『国際紛争と国際聯盟』日本評論社〈国際政治論叢 第3巻〉、1925年11月。NDLJP:970667。
- 『外政監督と外交機関』日本評論社〈国際政治論叢 第4巻〉、1926年3月。NDLJP:970668 NDLJP:1878637。
- 『外交側面史談』聚芳閣、1927年2月。NDLJP:1187768。
- 『近代外交史論』日本評論社、1927年4月。NDLJP:1187757。
- 『大正外交十五年史』国際聯盟協会〈国際聯盟協会パンフレット 第74輯〉、1927年7月。NDLJP:1188352。
  - 『大正外交十五年史』（3版）国際聯盟協会、1929年4月。NDLJP:1877857。
  - 『大正日本外交史 覇道主義から大勢順応協調主義を経て協調破壊傾向へ』（書肆心水、2021年2月）
- 『不戦条約論』国際聯盟協会〈国際聯盟協会叢書 第82輯〉、1928年5月。NDLJP:1188533。
  - 『不戦条約論』書肆心水、2019年9月。ISBN 978-4-906917-95-2。
- 『明治秘話 二大外交の真相』万里閣書房、1928年6月。
  - 『明治秘話 二大外交の真相』（再版）万里閣書房、1928年6月。NDLJP:1176342 NDLJP:1878456。
  - 『明治二大外交 日英同盟と日露戦争』（書肆心水、2021年1月）
- 『反故草紙』有斐閣、1929年7月。NDLJP:1192496。
- 煙山専太郎、信夫淳平『昭和四年夏期特別講座 通俗日本外交史 資料』日本放送協会関西支部、1929年8月。NDLJP:1098715。
- 『近世外交史』日本評論社〈現代政治学全集 第13巻〉、1930年9月。NDLJP:1875993。
- 『満蒙特殊権益論』日本評論社、1932年4月。NDLJP:1214265。
- 『ビスマルク伝』改造社〈偉人伝全集 第5巻〉、1932年5月。NDLJP:1048836 NDLJP:1874351。
- 『上海戦と国際法』信夫淳平、1932年9月。NDLJP:1177480 NDLJP:1877600。
- 『戦時国際法講義 第1巻』丸善、1941年11月。NDLJP:1060831。
- 『戦時国際法講義 第2巻』丸善、1941年11月。NDLJP:1060837。
- 『戦時国際法講義 第3巻』丸善、1941年11月。NDLJP:1060842。
- 『戦時国際法講義 第4巻』丸善、1941年11月。NDLJP:1060846。
- 『鉄血宰相ビスマーク』潮文閣、1942年3月。NDLJP:1043357。
- 『小村寿太郎』新潮社〈新伝記叢書 12〉、1942年12月。NDLJP:1043641 NDLJP:1877426。
- 『戦時国際法提要 上巻』照林堂書店、1943年8月。NDLJP:1707271。
- 『戦時国際法提要 下巻』照林堂書店、1944年3月。NDLJP:1060834 NDLJP:1707298。
- 『国際政治論』早稲田大学出版部〈早稲田選書〉、1953年9月。
- 『海上国際法論』有斐閣、1957年12月。
- 『荀子の新研究 特に性悪説とダルウィニズムの関連性について』研究社、1959年12月。
- 『満洲問題・日露戦争・終戦講和――小村外交と国際政局 1901-1905』書肆心水、2023年5月。ISBN 978-4-910213-39-2（外務省編著の新編）